# Alexandre Mountbatten, 1.º Marquês de Carisbrooke
Alexandre Alberto Mountbatten, 1.º Marquês de Carisbrooke GCB, GCVO, GCStJ (nascido príncipe Alexandre de Battenberg; 23 de novembro de 1886 – 23 de fevereiro de 1960) foi um oficial naval da Marinha Real Britânica, membro da germânica Casa de Battenberg, um ramo cadete da Casa de Hesse, e neto da rainha Vitória do Reino Unido.

## Biografia
O príncipe Alexandre nasceu em 1886 no Castelo de Windsor, em Berkshire, e foi educado em Wellington College. Seu pai era o príncipe Henrique de Battenberg, terceiro filho do príncipe Alexandre de Hesse e Reno e de Julia de Hauke. Sua mãe era a princesa Beatriz, a quinta e última filha da rainha Vitória e do príncipe Alberto.
Fruto de um casamento morganático, o príncipe Henrique de Battenberg tomou o estilo de "Príncipe de Battenberg" de sua mãe, Julia von Hauke, que tinha sido titulada Princesa de Batteberg em seu próprio direito. Como tal, Alexandre foi estilizado, ao nascer, como Sua Alteza Sereníssima príncipe Alexander de Battenberg. No Reino Unido, entretanto, foi estilizado Sua Alteza príncipe Alexandre de Battenberg, com uma autorização da rainha Vitória em dezembro de 1886.
Em julho de 1917, o sentimento anti-germânico durante a Primeira Guerra Mundial fez o rei Jorge V mudar o nome da Casa Real de Casa de Saxe-Coburgo-Gota para Casa de Windsor. Foi também proibido o uso de todos os títulos e estilos germânicos.
A família Battenberg, depois de desistir de seus títulos e estilos, tomou a forma anglicizada de seu sobrenome, Mountbatten. Assim, o príncipe Alexandre tornou-se "Sir Alexandre Mountbatten". Poucos dias depois, em 7 de novembro de 1917, ele foi titulado Marquês de Carisbrooke.
Em 19 de julho de 1917, ele desposou Irene Denison (4 de julho de 1890 — 16 de julho de 1956), a única filha do 2.º Conde de Londesborough, na capela real do Palácio de St. James. Lorde e lady Carisbrooke tiveram apenas uma filha:
- Iris Mountbatten (13 de janeiro de 1920 — 1.º de setembro de 1982); com descendência.

De acordo com Cecil Beaton, Alexandre Mountbatten era bissexual; Beaton revelou em seus diários que em seus últimos anos Alexandre mantinha um amante de longa data,  Simon Fleet.
Lorde Carisbrooke morreu em 1960, aos setenta e três anos, no Palácio de Kensington. Foi enterrado na Capela Battenberg na Igreja de St. Mildred, em Whippingham, Ilha de Wight. Ele foi o último neto da rainha Vitória a morrer. O título Marquês de Carisbrooke, que não pôde ser herdado por sua filha, foi extinto com sua morte.

## Títulos e estilos
- 23 de novembro de 1886 - 13 de dezembro de 1886: Sua Alteza Sereníssima o príncipe Alexandre de Battenberg
- 13 de dezembro de 1886 - 1910: Sua Alteza o príncipe Alexander de Battenberg/Sua Alteza Sereníssima o príncipe Alexandre de Battenberg
  - Via Real mandado emitido pela rainha Vitória (em vigor no Reino Unido, não na Alemanha)
- 1910-1911: Sua Alteza o príncipe Alexandre de Battenberg KCVO/ Sua Alteza o príncipe Alexandre de Battenberg, KCVO
- 1911-1917: Sua Alteza o príncipe Alexandre de Battenberg, GCVO/Sua Alteza o príncipe Alexandre de Battenberg, GCVO
- 1917: Sir Alexandre Mountbatten, GCVO
- 1917-1927: O Mais Honorável o Marquês de Carisbrooke, GCVO
- 1927-1960: O Mais Honorável o Marquês de Carisbrooke, GCB, GCVO